# Хайнрих II фон Ротенфелс
Хайнрих II фон Ротенфелс (на немски: Heinrich II von Rothenfels, Vogt von Neustadt; † декември 1230) от благородническата фамилия Грумбах от Франкония, е фогт на Нойщат в Бавария.

## Произход и наследство
Той е син на Алберт I фон Ротенфелс-Грумбах († 1190, Мала Азия), фогт на Китцинген, и съпругата му фон Лобдебург. Внук е на Марквард II фон Грумбах († 1164) и съпругата му Тута († 1/15 април) и правнук Марквард I фон Грумбах († 1125), фогт на манастирите Шлюхтерн и Нойщат ам Майн, и Фридеруна фон Вазунген († 1149/1157). Сестра му Мехтилд фон Грумбах е омъжена за Конрад I фон Тримберг († сл. 1230).
Дядо му Марквард II фон Грумбах построява ок. 1150 г. замък в Ротенфелс в Бавария. Фамилията Грумбах измира по мъжка линия през 1243 г. със смъртта на синът му Алберт II фон Грумбах. Собственостите и замък Ротенфелс отиват на граф Лудвиг фон Ринек († 1289), който е женен за дъщеря му Аделхайд фон Грумбах († 1300).
Те продават замъка през 1328 г. на род „Волфскеел“, които го продават през 1333 г. на манастир Вюрцбург.

## Деца
Хайнрих II фон Ротенфелс има един син:
- Алберт II фон Грумбах († между 10 септември 1241 и 10 септември 1243), господар на Ротенфелс-Грумбах и фогт на манастир Шлюхтерн; баща на;
  - Аделхайд фон Грумбах († 1300), омъжена за граф Лудвиг фон Ринек († 1289)

## Галерия
- Дворец Бурггрумбах, резиденцията на фамилията
- Замък Ротенфелс, построен ок. 1150 от Марквард II фон Грумбах